# Joan Fisher
Joan Fisher, född 26 september 1949, är en friidrottare från Kanada. Hon deltog vid olympiska sommarspelen 1968.